# Peste de Nápoles de 1656

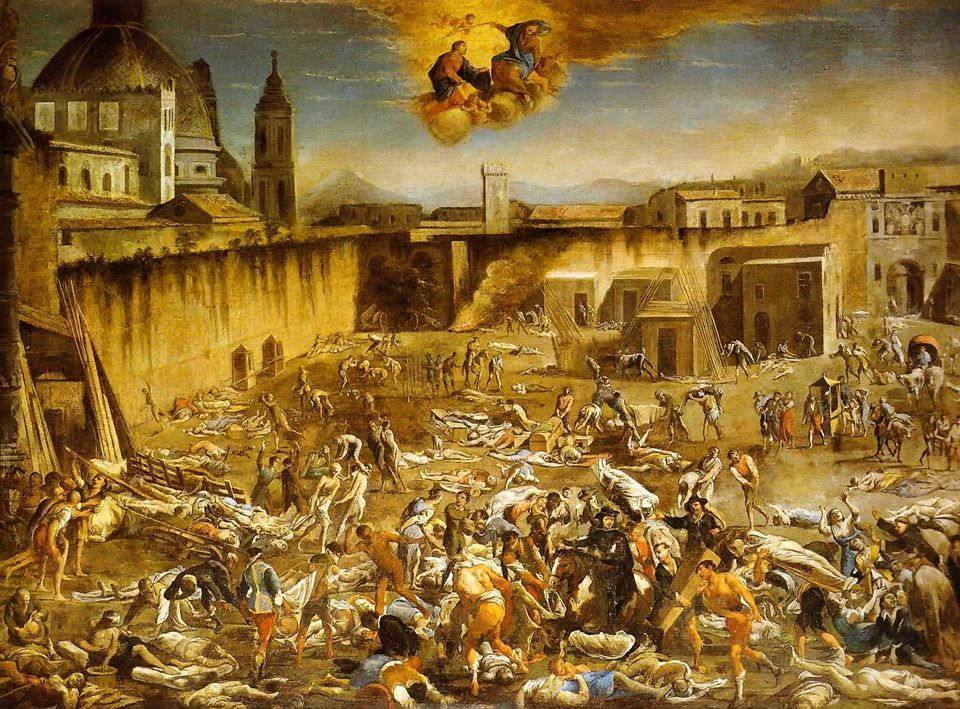
Pintura contemporánea de Nápoles en 1656

La Peste de Nápoles fue una epidemia de peste que afectó a Italia entre 1656-1658 que casi erradicó la población de Nápoles. La epidemia de peste afectó principalmente al centro y sur de Italia, matando hasta 1.250.000 personas en todo el Reino de Nápoles, según algunas estimaciones. Sólo en Nápoles, aproximadamente 150.000-200.000 personas murieron en 1656 debido a la peste, representando más de la mitad de la población. La epidemia causó un fuerte impacto en la estructura económica y social de Nápoles, así como en algunas otras zonas afectadas.

## Historia
En la década de 1640, España experimentó algunos brotes graves de peste, como la Gran peste de Sevilla, que posiblemente provenían de Argel. La peste se extendió a Cerdeña de España en 1652. En abril de 1656, la peste pasó de Cerdeña a Nápoles por la desastrosa organización sanitaria, y luego se extendió a la mayor parte del sur de Italia, donde se encontraba el Reino de Nápoles. Sólo Sicilia y partes de Calabria y Apulia no se vieron afectadas.
Al norte, el afectado llegó a Roma en junio de 1656, y luego afectó a la mayor parte de los Estados Pontificios. El plagado llegó a Umbría y Marcas, pero no afectó al Gran Ducado de Toscana. Sin embargo, se extendió por mar a Liguria.
Se detuvo por cuarentena forzosa de los distritos más pobres, y los esfuerzos de Martinus Ludheim, un médico alemán visitante de Baviera. Santa María del Pianto fue construida para conmemorarla en 1657.

## Número de muertos
Se estima que la peste pudo haber cobrado hasta 1 250 000 vidas en todo el Reino de Nápoles, lo que la convierte en una de las epidemias más mortíferas de la historia. Sólo en Nápoles, entre 150 000 y 200 000 personas murieron en 1656, lo que representó al menos la mitad de la población local. En Barletta, murieron entre 7 000 y 12 000 personas, de las 20 000 habitantes originales.
Fuera del Reino de Nápoles, en Roma (capital de los Estados Pontificios), unas 23 000 personas (o el 19% de la población local) perecieron. En Génova, aproximadamente 60 000 vidas se perdieron debido a la epidemia, representando el 60% de la población local.